# Un homme de têtes
Un homme de têtes és una pel·lícula muda de la productora francesa Star Film de l'any 1898, dirigida per Georges Méliès. Es troba numerada amb el núm. 167 en els seus catàlegs. La pel·lícula presenta un dels primers usos coneguts de la exposició múltiple d'objectes sobre un fons negre, un efecte especial que Méliès va usar prolíficament en els següents anys.

## Sinopsi
El protagonista, interpretat per Méliès, entra en el quadre i es troba entre dues taules, es lleva el cap i la posa en una de les taules, el cap comença a parlar i mira al seu voltant. Méliès repeteix l'acció dues vegades, amb un nou cap que apareix sobre les seves espatlles cada vegada que es treu una, fins que quatre caps idèntics, es veuen alhora. Méliès després toca un banjo i els quatre caps canten alhora. A continuació, colpeja dos dels caps amb el seu banjo pel seu cant odiós, fent-les desaparèixer. Després es lleva el cap i la llança a un costat abans de prendre l'altre cap de la segona taula, que és llançada a l'aire i aterra de nou sobre el seu coll. S'inclina davant els espectadors, els diu adéu i se'n va.

## Producció
El mateix Méliès interpreta el mag de la pel·lícula, que aprofita el seu sentit del ritme, la seva tendència als moviments gestuals elegants i el seu talent per al mim. La pel·lícula presenta un dels primers usos coneguts de l'exposició múltiple d'objectes sobre fons negre a la pel·lícula, un efecte especial que Méliès va utilitzar prolíficament.: 70 També és la primera vegada que Méliès va filmar caps vius o altres parts del cos separades de la resta del cos, que es convertiria en un dels seus motius preferits. Aquí, el truc es va gestionar mitjançant escamoteigs i quatre exposicions separades.

## Alliberament i recepció
La pel·lícula va ser estrenada per la Star Film Company de Méliès i té el número 167 als seus catàlegs. Una impressió il·legal de la pel·lícula, copiada sense autorització de Méliès, va ser estrenada als Estats Units el 1903 per Siegmund Lubin sota el títol Four Heads Are Better Than One.:71 El crític de cinema William B. Parrill, que va revisar pel·lícules mudes a la dècada de 2010, la va anomenar "Sens dubte, una meravella quan va aparèixer, la primera d'una meravellosa línia còmica que va produir no només parts del cos desmuntables, sinó també la replicació de qualsevol nombre de reproduccions màgiques de la pròpia imatge [de Méliès]."